# Morfologia urbana

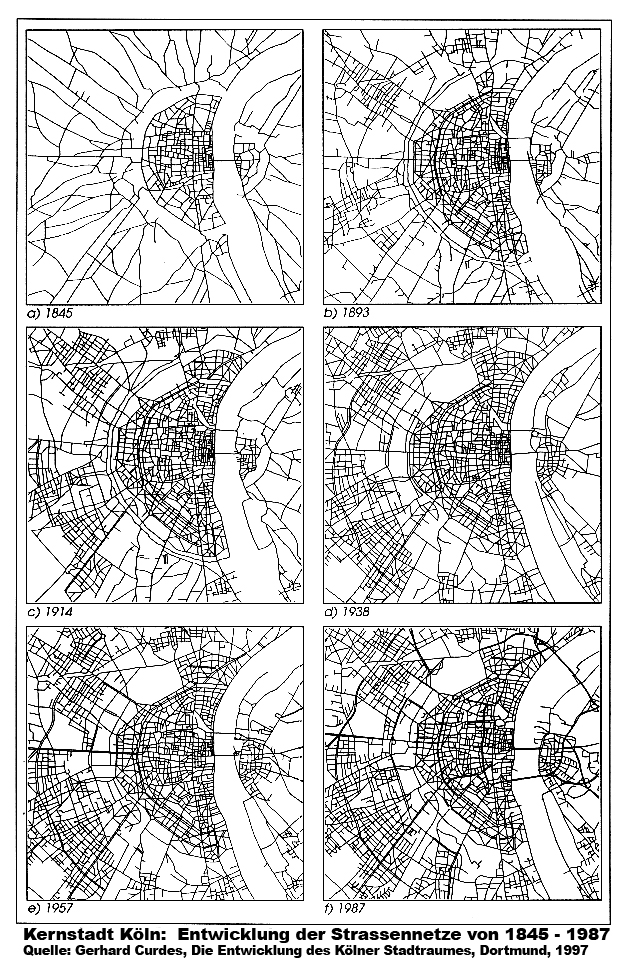
Evolução da rede de ruas da cidade de Colônia, Alemanha, de 1845 até 1987

A morfologia urbana é um campo de pesquisa em planejamento urbano, desenho urbano e geografia urbana. A morfologia urbana examina as cidades e as suas formas urbanas, bem como os seus processos de formação física dentro dos assentamentos. Seu tema é, portanto, o estudo do desenvolvimento urbano, os processos de formação de parcelas urbanas como base para as edificações, a tipologia das edificações e as redes de acesso à infraestrutura.
Um foco particular é a análise histórica do desenvolvimento e da transformação das estruturas urbanas. É dada atenção especial em como a forma física de uma cidade muda ao longo do tempo e nas comparação entre diferentes formas urbanas de diferentes cidades. Outra parte significativa trata do estudo das formas sociais expressas no traçado físico de uma cidade e, inversamente, em como a forma física produz ou reproduz desigualdades socio-espaciais. Questões como "Quais as formas arquitetônicas que possuem uma vida útil longa e por quê?" ou "Quão adaptável é a estrutura existente para a adaptação a novas necessidades?" ou "As características da estrutura da construção existente também são uma referência para novas construções?" são apenas alguns dos aspectos típicos abordados pela morfologia urbana.
A essência da ideia de morfologia foi inicialmente expressa nos escritos do grande poeta e filósofo Goethe. No entanto, o termo, como tal, foi usado pela primeira vez na Biologia. Recentemente, tem sido cada vez mais utilizado em geografia, geologia, filologia e outras áreas. Na geografia, a morfologia urbana, como campo específico de estudo, deve suas origens a Lewis Mumford, James Vance e Sam Bass Warner. Peter Hall e Michael Batty, do Reino Unido, e Philippe Panerai e Serge Salat, da França, também são figuras centrais.

## Conceitos Básicos
A morfologia urbana aborda os assentamentos humanos como produtos geralmente inconscientes que emergem ao longo de longos períodos, através do acúmulo de gerações sucessivas de atividade construtiva. Isso deixa rastros que servem para estruturar a atividade construtiva subsequente e fornecem oportunidades e restrições para os processos de construção da cidade, como o parcelamento do solo, o desenvolvimento de infraestrutura ou a construção de edifícios. Articular e analisar a lógica desses rastros é a questão central da morfologia urbana. 

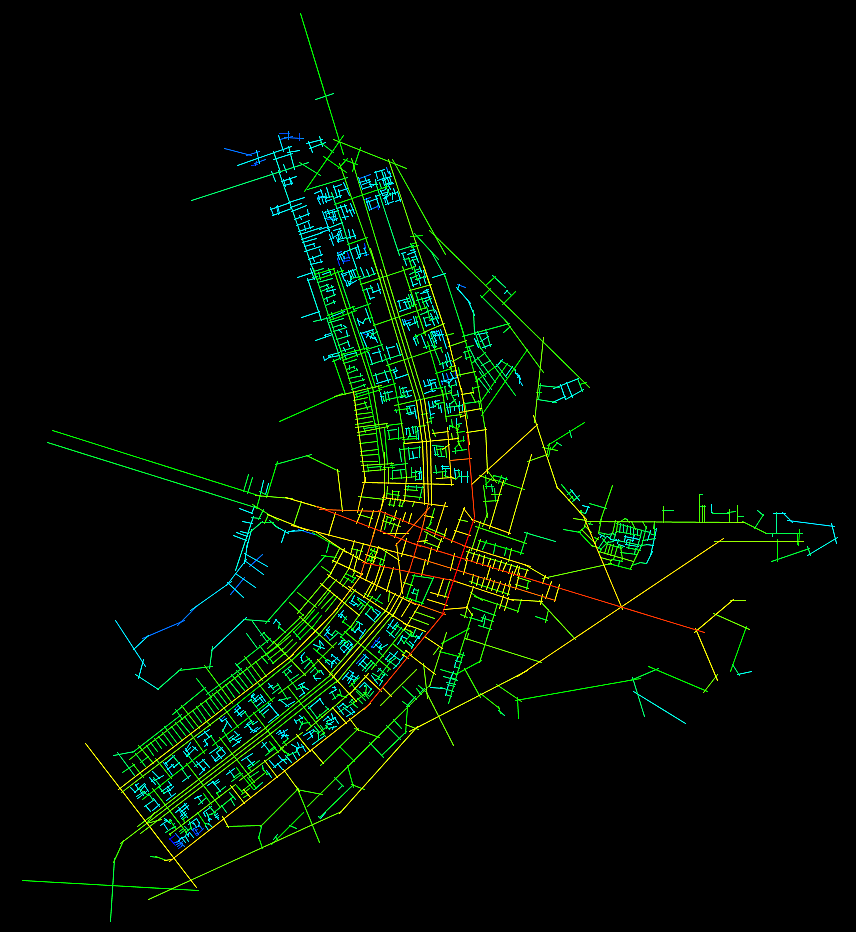
Mapa da Sintaxe Espacial Axial de Brasília, demonstrando as ruas com maior conectividade (em vermelho) para as ruas com menor conectividade (em azul).

A morfologia urbana geralmente não é centrada no objeto, pois enfatiza as relações entre os componentes da cidade. Para estabelecer um paralelo com a linguística, o foco é colocado em um vocabulário ativo e sua sintaxe. Há, portanto, uma tendência a usar técnicas morfológicas para examinar as áreas comuns e não monumentais da cidade e enfatizar o processo e suas estruturas em detrimento de qualquer estado ou objeto dado, indo, portanto, além da arquitetura e observando toda a paisagem urbana construída e sua lógica interna.
Três abordagens teóricas dominam esta discussão: 
- Figura e Fundo
- Teoria da Estrutura ou Teoria da Conexão Espacial
- Teoria do Lugar

A teoria da figura-fundo examina a relação entre as áreas construídas (figura) e as áreas deixadas livres pelas edificações (solo). 

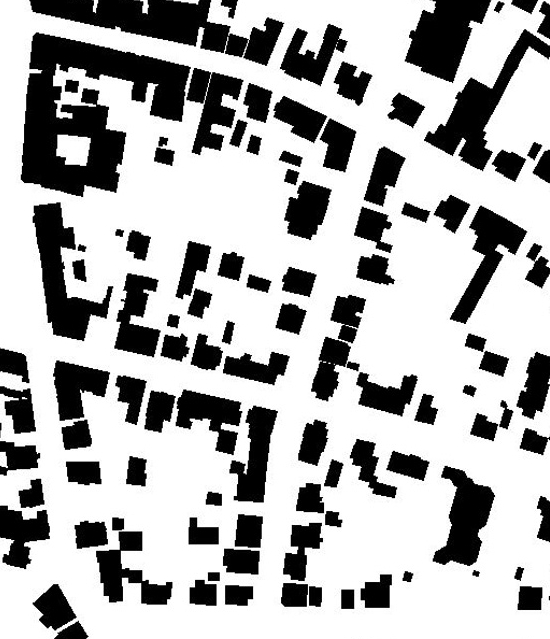
Exemplo de um mapa de figura-fundo urbano.

A teoria da estrutura deriva das linhas ou conexões que unem elementos estruturais individuais (ruas, caminhos, espaços abertos) e das conexões que as formas predominantes estabelecem entre si. Isso também inclui "espaços residenciais" como mediadores entre formas não conectáveis. No planejamento urbano, o termo "planta figura-fundo" também é usado para isso. 
A teoria do lugar refere-se, entre outras coisas, ao "manejo consciente de lugares específicos", suas "cargas culturais" e seu potencial de desenvolvimento. Nesse contexto, surgiu uma corrente de pensamento na geografia humana, na década de 1990, que considera a paisagem cultural como um "texto". Essa corrente pressupõe que o ambiente construído contém um significado que pode ser extraído por meio de análise científica: nesse entendimento, uma cidade também pode ser lida como um texto. 
Um campo de pesquisa recente, intimamente relacionado à morfologia urbana, é a história urbana, que examina o desenvolvimento do espaço urbano em seu respectivo contexto socioeconômico e cultural, considerando o espaço urbano como a fonte primária.